# Agrianome fairmairei
El gusano de bancoule o "ver de bancoule" (Agrianome fairmairei) es la larva de un escarabajo de la familia Cerambycidae.

## Descripción
Las larvas pueden alcanzar los 8 cm de largo y 2 cm de diámetro. Se alimentan de madera blanda y húmeda del Aleurites moluccana (nuez de la India) en descomposición. Las larvas horadan galerías sinuosas, que se obturan después del paso de la larva con restos de madera desmenuzada por sus poderosas mandíbulas.
La pupa se encuentra al final de la galería, en un recinto de 10 cm de largo por 2,5 cm de ancho.
Los adultos miden de 32 a 65 mm de largo y entre 15 a 25 mm de grosor y están equipados con fuertes mandíbulas. Utilizan sus mandíbulas para practicar un orificio circular de 5 mm de diámetro en la corteza de la nuez.

## Uso en la gastronomía
El gusano de bancoule es comestible (excepto la cabeza). Se lo consume en partes de Asia y Nueva Caledonia. Se prepara crudo o bien a la plancha, luego de haberlo purgado dándole de comer coco rallado durante los días previos a su consumo.[cita requerida]